# Элеонас
Элеонас (греч. Ελαιώνας, «оливковая роща») — район Афин, расположенный в западной части города, недалеко от пересечения проспекта Кифису и Иера-Одос.
Здесь находится оливковая роща, об античной древности которой ходят легенды. Но такая древность не подтвердилась оценкой Института оценки материалов и Лаборатории архиометрии национального центра исследований "Демокритос". Возраст рощи был оценен всего в 400 лет.
Так же на территории долины Элеонас находится несколько часовен. (Агиа Кириаки, Агиа Триада,Агиос Геориос).
Элеонас — исключительно промышленный район, один из беднейших в Афинах. В последние годы некоторое оживление связано с деятельностью гольф-клуба общества «Панатинаикос». Район обслуживает станция Афинского метрополитена «Элеонас».